# Краснополівка
Краснопо́лівка (до 2009 року — Краснопі́лля) — село Соледарської міської громади Бахмутського району Донецької області в Україні.

## Населення
За даними перепису 2001 року населення села становило 33 особи, з них 87,88% зазначили рідною українську мову, 9,09% — російську, а 3,03% — польську.